# Saint-Martin-de-Hinx
Saint-Martin-de-Hinx è un comune francese di 1 208 abitanti situato nel dipartimento delle Landes nella regione della Nuova Aquitania.
Nel territorio comunale ha la sorgente il fiume Boudigau.

## Società

### Evoluzione demografica
Abitanti censiti